# Грёс, Йожеф
Йожеф Грёс (венг. Grősz József, 9 декабря 1887 года, Австро-Венгрия — 3 октября 1961 года, Венгрия) — католический прелат, епископ Сомбатхея с 19 июля 1939 года по 7 мая 1943 год, архиепископ Калочи с 7 мая 1943 года по 3 октября 1961 года.

## Биография
14 июля 1911 года Йожеф Грёс был рукоположён в священника.
17 декабря 1928 года Римский папа Пий XI назначил Йожефа Грёса вспомогательным епископом епархии Дьёра и титулярным епископом Оротозии Финикийской. 24 февраля 1929 состоялось рукоположение Йожефа Грёса в епископа, которое совершил архиепископ Эстергома кардинал Дьёрдь Юстиниан Шереди в сослужении с епископом Печа Ференцем Вирагом и епископом Книна Йожефом Ланьи де Кешмарком.
19 июля 1939 года Римский папа Пий XII назначил Йожефа Грёса епископом Сомбатхея и 7 мая 1943 года — архиепископом Калочи.
Во время режима Ракоши в мае 1951 года арестован и осуждён. Освобождён в 1955 году, в мае 1956 года снят домашний арест. Вскоре вошёл в состав руководства проправительственного Патриотического фронта.
Скончался 3 октября 1961 года.